# Elektromagnetna kompatibilnost
Elektromagnetna kompatibilnost (engl. electromagnetic compatibility, EMC) je grana nauke koja proučava električno nenamerno poklapanje, širenje i prijem elektromagnetne energije u odnosu na neželjene efekte elektromagnetskog mešanja (engl. Electromagnetic interference, EMI) koje mogu izazvati takve energije.
Cilj EMC-a je pravilan rad različitih uređaja u istom elektromagnetnom okruženju, kao i izbegavanje bilo kakvog mešanja elektromagnetnih efekata. Da bi se ovo postiglo, EMC sledi dve različite vrste pitanja. 
- Pitanja emisija u vezi sa neželjenim poklapanjem elektromagnetne energije od strane nekih izvora, i kontramere koje treba preduzeti u cilju smanjenja takvih poklapanja kako bi se izbeglo širenje preostalih energija u spoljnu sredinu.
- Pitanje osetljivosti ili imuniteta koje se odnosi se na ispravan rad električne opreme, označene kao žrtve u prisustvu neplaniranih elektromagnetnih smetnji.

Kada kažemo da je neki uređaj elektromangeski kompitabilan to znači da elektromagnetske smetnje koje taj uređaj stvara ne ometaju njegov normalan rad i ne ometaju ostale uređaje. Elektromagnetska kompatibilnost je sposobnost uređaja da rade bez međusobnog ometanja. Smetnje mogu nastati u samom uređaju, ili nastajati iz njegove okoline. Te smetnje mogu poremetiti rad nekih veoma bitnih uređaja koji se danas koriste kao što su npr.: navigacioni instrumenti, radari, TV i radio prijemnici ...

## Zakoni
Usklađenost sa nacionalnim ili međunarodnim standardima obično zahteva zakone od strane pojedinih nacija. Različite nacije mogu zahtevati usaglašenost sa različitim standardima. Po evropskom zakonu, proizvođači elektronskih uređaja se savetuju da pokrenu EMC-testove kako bi se uskladili sa obaveznim CE označavanjem (engl. CE-labeling). Nesmetano korišćenje električnih uređaja za sve kupce bi trebalo da bude osigurano i jačine elektromagnetnog polja treba da se održavaju na minimalnom nivou. EU direktive 2004/108/EC (prethodno 89/336/EEC) na EMC najavljuje pravila za distribuciju električnih uređaja u Evropskoj uniji. Dobar pregled EME i EMI ograničenja zahteva je data u listi EMC direktiva.

## Propisi
Nekoliko međunarodnih organizacija radi na promovisanju međunarodne saradnje o standardizaciji (harmonizaciji), uključujući i objavljivanje različitih EMC standarda. Gde postoji mogućnost za standard razvijen od strane jedne organizacije da može biti usvojen sa malo ili nikakve promene od strane drugih organizacija. Ovo pomaže na primer, da se usklade nacionalni standardi širom Evrope. U Standardne organizacije se podrazumevaju :
Međunarodna elektrotehnička komisija, koja ima nekoliko odbora koji rade puno radno vreme u vezi EMC pitanja. A to su :
- Tehnička komisija 77 (TC77) ,koji radi (EMC) kod veza izmdju opreme i mreža.
- Međunarodni Specijalni komitet za radio smetnje (engl. Comité International Spécial des Perturbations Radioélectriques - CISPR))
- Savetodavni komitet za elektromagnetnu kompatibilnost (engl. The Advisory Committee on Electromagnetic Compatibility - )
- Međunarodna organizacija za standardizaciju (engl. International Organization for Standardization - )

## EMC testiranje
Testiranje je neophodno da bi se potvrdilo da određeni uređaj zadovoljava potrebne standarde. Ono se deli na testiranje emisija i testiranje osetljivosti. RF fizičko testiranje prototipova se najčešće obavlja u radio-frekvencijskim anehoičkim sobama, odnosno komorama.
Za otvoreno testiranje sajtova se koriste referentni sajtovi, koji imaju više standarda. Ovaka testiranja su posebno korisna za ispitivanje emisije opreme velikih sistema.

### Testiranje osetljivosti
Ispitivanje osetljivosti izbačenih terena obično podrazumeva velike snage izvora RF ili EM energije impulsa i antena koje zrače za usmeravanje energije na potencijalne žrtve ili uređaje koji se testiraju. Testiranje osetljivosti provodnog napona i struja obično podrazumeva signale velike snage ili puls generatore i druge elektro materijale ili neki drugi tip transformatora za ubrizgavanje test signala. Ispitivanje elektrostatičkog pražnjenja se obično izvodi sa piezo spark generatorima (ESD Pištolj - engl. electrostatic discharge pistol).

### Testiranje emisije
Emisije se obično mere za ozračene snage polja, i gde je to potrebno za sprovodnu emisiju kablova i žica. Induktivna (magnetna) i kapacitivna (električna) jačina polja je dejstvo u blizini polja i važna je samo ako je uređaj koji se ispituje (DUT) dizajniran za bliske kontakte sa drugim električnim uređajima. Obično se analizator spektra koristi za merenje nivoa emisije DUT preko širokog opsega frekvencija (frekvencijski domen). Specijalizovani analizatori spektra se nazivaju EMI analizatori.

## Literatura
- Adolf J. Schwab; Wolfgang Kürner (2007). Elektromagnetische Verträglichkeit. Berlin: Springer. ISBN 978-3-540-42004-0.
- Georg Durcansky (1999). EMV-gerechtes Gerätedesign. Poing: Franzis Verlag. ISBN 978-3-772-35385-7.
- Tim Williams (2000). EMC – Richtlinien und deren Umsetzung. Aachen: Elektor-Verlag GmbH. ISBN 3-89576-103-6.
- Joachim Franz (2002). EMV, Störungssicherer Aufbau elektronischer Schaltungen. Stuttgart Leipzig Wiesbaden: Teubner. ISBN 3-519-00397-X.
- Thomas Brander; Alexander Gerfer; Bernhard Rall; Heinz Zenker (2008). Trilogie der induktiven Bauelemente – Applikationshandbuch für EMV-Filter, getaktete Stromversorgungen und HF-Schaltungen, 4. überarbeitete und erweiterte Auflage. Waldenburg: Würth Elektronik eiSos GmbH & Co. KG. ISBN 978-3-89929-151-3.
- Hasse, E. U. Landers, J. Wiesinger, P. Zahlmann (2007). VDE-Schriftenreihe Band 185. EMV – Blitzschutz von elektrischen und elektronischen Systemen in baulichen Anlagen – Risiko-Management, Planen und Ausführen nach den neuen Normen der Reihe VDE 0185-305 (2. vollst. überarb. und erw. изд.). Berlin: VDE Verlag GmbH. ISBN 978-3-8007-3001-8.